# Girifalco
Girifalco is een gemeente in de Italiaanse provincie Catanzaro (regio Calabrië) en telt 6394 inwoners (31-12-2004). De oppervlakte bedraagt 43,1 km², de bevolkingsdichtheid is 149,8 inwoners per km².

## Demografie
Girifalco telt ongeveer 2327 huishoudens. Het aantal inwoners daalde in de periode 1991-2001 met 11,1% volgens cijfers uit de tienjaarlijkse volkstellingen van ISTAT.
| Jaar | Inwoneraantal |
| ---- | ------------- |
| 1991 | 7260          |
| 2001 | 6452          |

## Geografie
De gemeente ligt op ongeveer 456 m boven zeeniveau.
Girifalco grenst aan de volgende gemeenten: Amaroni, Borgia, Cortale, San Floro, Squillace, Vallefiorita.